# Autoroute A1 (Martinique)
Ne doit pas être confondu avec Autoroute A1 (France métropolitaine).
Pour les articles homonymes, voir A1 et Autoroute A1.
L'autoroute française A1 est une autoroute française située en Martinique.
C'est la seule autoroute française située en dehors de la métropole. Elle relie l'aéroport international de Martinique-Aimé-Césaire au Lamentin à la rocade de Fort-de-France à Fort-de-France. Au sud, elle est prolongée par la RN 5 jusqu'au Marin.
Sa numérotation peut prêter à confusion car l'autoroute porte le même numéro que l'autoroute du Nord, autre autoroute française, reliant Paris à Lille, dans le Nord de la France métropolitaine.

## Sorties

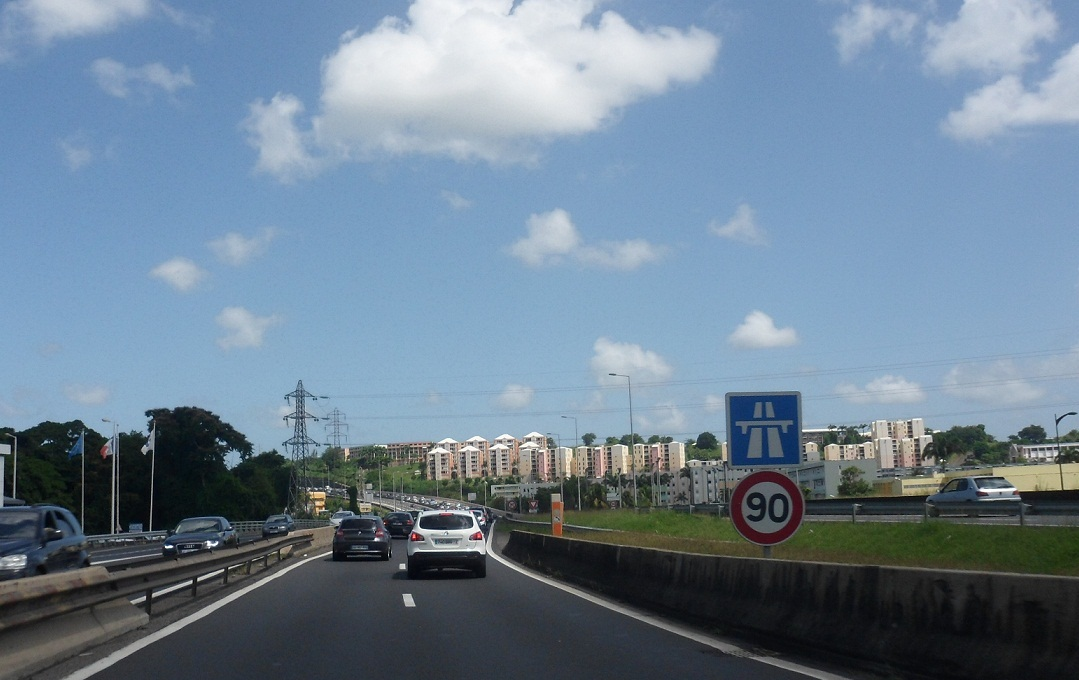
L'entrée de l'autoroute, à Fort-de-France.

- Échangeur entre A1 et RN 5
  -    Début de l’autoroute A1
  -  Réduction à 2 × 2 voies
- Aéroport : Aéroport international Martinique Aimé Césaire
- La Lézarde : Le Lamentin-Z.I. La Lézarde, Z.I. Place d'Armes
- Échangeur entre A1 et RN 1
  -  2 × 3 voies
- Acajou : Le Lamentin-Acajou, Z.I. Les Mangles, Centre commercial La Galleria
- Californie : Fort-de-France-Z.I. Jambette, Californie, Hauts de Californie
  -  Réduction à 2 × 2 voies
- Pointe des Sables : Fort-de-France-Pointe des Grives, Z.A.C. Rivière Roche, C.H.U. La Meynard
- Dillon : Fort-de-France-Sud, Sainte-Thérèse, Châteauboeuf, Dillon, Z.P., Gare Maritime +  Cité Dillon : Cité Dillon (quart-échangeur)
- Échangeur entre A1 et RD 41
  -  Fin de l’autoroute A1

## Histoire
- 1963 : Ouverture intégrale de l'autoroute

## Départements, régions traversées
- Martinique

## Villes traversées
- Fort-de-France
- Le Lamentin